# Championnat de Gibraltar de football 2022-2023
Navigation
Saison 2021-2022 Saison 2023-2024
La saison 2022-2023 de la Football League est la cent-vingtième édition de la première division gibraltarienne. Organisée par la Gibraltar Football Association, elle démarre le 30 septembre 2022. L'intégralité des matchs se déroulent au Victoria Stadium.
En fin de saison, le premier au classement est sacré champion de Gibraltar et se qualifie pour le premier tour de qualification de la Ligue des champions 2023-2024 tandis que les deuxième et troisième du championnat et le vainqueur de la Coupe de Gibraltar 2022-2023 se qualifient pour le premier tour de qualification de la Ligue Europa Conférence 2023-2024, la place de la Coupe pouvant être reversée à la quatrième place si le vainqueur s'est déjà qualifié pour une compétition européenne d'une autre manière. Aucune équipe n'est reléguée au terme de l'exercice.
Le Lincoln Red Imps remporte son 27e titre lors de la 17e journée.

## Équipes participantes
Un total de onze équipes prennent part à la compétition, les mêmes présentes lors la saison précédente.
En plus de sa participation au championnat, le Lincoln Red Imps prend également part à la Ligue des champions 2022-2023 tandis que l'Europa FC, Saint Joseph's FC et Bruno's Magpies participent quant à eux à la Ligue Europa Conférence 2022-2023.
Légende des couleurs
- Premier tour de qualification de la Ligue des champions 2022-2023
- Premier tour de qualification de la Ligue Europa Conférence 2022-2023

| Club              | Classement 2021-2022 |
| ----------------- | -------------------- |
| Lincoln Red Imps  | 1er                  |
| Europa FC         | 2e                   |
| Saint Joseph's FC | 3e                   |
| Bruno's Magpies   | 4e                   |
| Glacis United     | 5e                   |
| Mons Calpe SC     | 6e                   |
| Manchester 62     | 7e                   |
| College 1975      | 8e                   |
| Lynx FC           | 9e                   |
| Europa Point      | 10e                  |
| Lions Gibraltar   | 11e                  |

## Compétition

### Format et règlement
Onze équipes prennent part à la compétition. Dans un premier temps, chacune d'entre elles s'affronte une fois pour un total de dix  matchs disputés pour chacune. Au terme de cette première phase, le championnat est divisé en deux groupes réunissant pour l'un les six premiers, afin de déterminer le vainqueur de la compétition et les qualifications en coupe d'Europe, et pour l'autre les six derniers servant à désigner le vainqueur du Challenge Trophy tandis que les deux premiers de la poule sont exemptés d'un tour dans la coupe nationale pour la saison suivante. Les statistiques de la première phase sont conservées lors de la deuxième et les équipes s'affrontent cette fois à deux reprises, pour un total cumulé de 22 matchs joués pour chacune à la fin de la saison.
Le premier au classement à l'issue de la saison est désigné champion de Gibraltar et se qualifie pour la Supercoupe, où il affronte soit le vainqueur de la Coupe de Gibraltar, soit son dauphin en championnat s'il a également remporté la coupe. Du fait de l'inexistence d'une deuxième division, aucune équipe n'est reléguée au terme de la saison.
Tous les matchs sont joués au Victoria Stadium de Gibraltar. Une victoire rapporte trois points, un match nul un point tandis qu'une défaite n'en apporte aucun. Les critères de départage des équipes sont d'abord le nombre de points inscrits, suivi des résultats lors des confrontations directes entre les équipes à égalité.
Le vainqueur du championnat obtient également une place pour le premier tour de qualification de la Ligue des champions 2023-2024, tandis que son dauphin est qualifié pour le premier tour de qualification de la Ligue Europa Conférence 2023-2024, accompagné soit du vainqueur de la Coupe soit du troisième en championnat si celui-ci s'est déjà qualifié pour une compétition européenne d'une autre façon.

### Première phase

#### Classement
| Rang | Équipe             | Pts | J  | G | N | P | Bp | Bc | Diff |
| ---- | ------------------ | --- | -- | - | - | - | -- | -- | ---- |
| 1    | Europa FC          | 25  | 10 | 8 | 1 | 1 | 34 | 4  | +30  |
| 2    | Lincoln Red Imps T | 25  | 10 | 8 | 1 | 1 | 36 | 8  | +28  |
| 3    | Bruno's Magpies    | 25  | 10 | 8 | 1 | 1 | 24 | 5  | +19  |
| 4    | Saint Joseph's FC  | 19  | 10 | 6 | 1 | 3 | 26 | 10 | +16  |
| 5    | Lynx FC            | 19  | 10 | 6 | 1 | 3 | 18 | 10 | +8   |
| 6    | Glacis United      | 12  | 10 | 4 | 0 | 6 | 12 | 20 | -8   |
| 7    | Lions Gibraltar    | 11  | 10 | 3 | 2 | 5 | 11 | 20 | -9   |
| 8    | Mons Calpe SC      | 10  | 10 | 3 | 1 | 6 | 7  | 14 | -7   |
| 9    | Manchester 62      | 7   | 10 | 2 | 1 | 7 | 12 | 23 | -11  |
| 10   | Europa Point       | 4   | 10 | 1 | 1 | 8 | 7  | 45 | -38  |
| 11   | College 1975       | 3   | 10 | 1 | 0 | 9 | 4  | 32 | -28  |

Qualifications
- 1er à 6e : Groupe championnat
- 7e à 11e : Groupe challenge

Abréviations

#### Résultats
| Résultats (▼dom., ►ext.)                                   | BRU | COL | EFC | EUR  | GLA | LRI | LIO | LYN | MAN | MON | STJ |
| Bruno's Magpies                                            |     |     |     | 7-0  |     |     | 2-0 | 0-1 | 1-0 | 2-0 |     |
| College 1975                                               | 0-4 |     |     | 0-4  | 1-0 | 0-5 |     |     |     |     | 1-4 |
| Europa FC                                                  | 1-1 | 5-0 |     |      | 7-0 | 0-1 |     | 2-1 |     |     | 1-0 |
| Europa Point                                               |     |     | 0-9 |      | 0-4 |     | 0-1 |     |     |     | 0-6 |
| Glacis United                                              | 1-2 |     |     |      |     |     | 1-0 | 0-2 |     | 3-0 | 2-1 |
| Lincoln Red Imps                                           | 1-3 |     |     | 10-0 | 4-1 |     | 6-0 |     | 3-0 | 2-1 |     |
| Lions Gibraltar                                            |     | 5-1 | 0-3 |      |     |     |     | 0-0 | 3-2 | 1-1 | 1-4 |
| Lynx FC                                                    |     | 1-0 |     | 5-1  |     | 1-2 |     |     | 4-2 |     |     |
| Manchester 62                                              |     | 2-0 | 1-4 | 2-2  | 3-2 |     |     |     |     |     | 0-3 |
| Mons Calpe SC                                              |     | 2-1 | 0-2 | 1-0  |     |     |     | 0-3 | 1-0 |     |     |
| Saint Joseph's FC                                          | 1-2 |     |     |      |     | 2-2 |     | 2-1 |     | 3-0 |     |
| - Victoire à domicile - Match nul - Victoire à l'extérieur |     |     |     |      |     |     |     |     |     |     |     |

### Deuxième phase

#### Groupe championnat
| Rang | Équipe             | Pts | J  | G  | N | P  | Bp | Bc | Diff |
| ---- | ------------------ | --- | -- | -- | - | -- | -- | -- | ---- |
| 1    | Lincoln Red Imps T | 52  | 20 | 17 | 1 | 2  | 68 | 14 | +54  |
| 2    | Europa FC          | 44  | 20 | 14 | 2 | 4  | 48 | 15 | +33  |
| 3    | Bruno's Magpies C  | 37  | 20 | 11 | 4 | 5  | 39 | 18 | +21  |
| 4    | Lynx FC            | 33  | 20 | 10 | 3 | 7  | 33 | 29 | +4   |
| 5    | Saint Joseph's FC  | 32  | 20 | 10 | 2 | 8  | 36 | 25 | +11  |
| 6    | Glacis United      | 13  | 20 | 4  | 1 | 15 | 19 | 49 | -30  |

Qualifications européennes
- 1er : Premier tour de qualification de la Ligue des champions 2023-2024
- C et 2e : Premier tour de qualification de la Ligue Europa Conférence 2023-2024

Abréviations
| Résultats (▼dom., ►ext.)                                   | BRU | EFC | GLA | LRI | LYN | STJ |
| Bruno's Magpies                                            |     | 1-2 | 3-0 | 1-5 | 1-1 | 0-1 |
| Europa FC                                                  | 0-0 |     | 4-2 | 0-2 | 2-1 | 3-0 |
| Glacis United                                              | 0-0 | 0-1 |     | 0-5 | 0-2 | 0-2 |
| Lincoln Red Imps                                           | 3-1 | 1-2 | 4-1 |     | 4-0 | 1-0 |
| Lynx FC                                                    | 0-5 | 2-0 | 5-2 | 1-4 |     | 1-1 |
| Saint Joseph's FC                                          | 1-3 | 2-0 | 3-2 | 0-3 | 0-2 |     |
| - Victoire à domicile - Match nul - Victoire à l'extérieur |     |     |     |     |     |     |

#### Groupe challenge
Le vainqueur du Challenge Trophy se qualifie directement pour les quarts de finale de la Rock Cup 2023-2024.
| Rang | Équipe          | Pts | J  | G | N | P  | Bp | Bc | Diff |
| ---- | --------------- | --- | -- | - | - | -- | -- | -- | ---- |
| 7    | Manchester 62   | 28  | 18 | 9 | 1 | 8  | 34 | 30 | +4   |
| 8    | Mons Calpe SC   | 28  | 18 | 9 | 1 | 8  | 26 | 26 | 0    |
| 9    | Lions Gibraltar | 19  | 18 | 5 | 4 | 9  | 25 | 37 | -12  |
| 10   | College 1975    | 9   | 18 | 2 | 3 | 13 | 19 | 51 | -32  |
| 11   | Europa Point    | 7   | 18 | 1 | 4 | 13 | 12 | 65 | -53  |

Qualifications
- 7e : Vainqueur du Challenge Trophy

| Résultats (▼dom., ►ext.)                                   | COL | EUR | LIO | MAN | MON |
| College 1975                                               |     | 2-2 | 4-1 | 2-4 | 2-3 |
| Europa Point                                               | 1-1 |     | 0-5 | 0-4 | 1-4 |
| Lions Gibraltar                                            | 2-2 | 0-0 |     | 0-4 | 2-5 |
| Manchester 62                                              | 4-1 | 2-0 | 2-1 |     | 0-2 |
| Mons Calpe SC                                              | 2-1 | 2-1 | 0-3 | 1-2 |     |
| - Victoire à domicile - Match nul - Victoire à l'extérieur |     |     |     |     |     |